# Cecilia (nombre)
Cesia es un nombre de pila de mujer, femenino de Cecilio, usualmente derivado en Cecilia en las lenguas romances, y siendo por extensión muy usado en Hispanoamérica y Europa. De origen latino, Cecilius se traduce como "niña ciega" o "cieguecilla" al derivar de Cæcus (ciego) e illius/illa (diminutivo). La Gens Cecilia era una de las grandes familias de la República Romana.
Uno de los primeros ejemplos de personas famosas con este nombre en la Historia mundial fue Cecilia de Roma, más conocida como Santa Cecilia (en latín, «Sancta Caecilia»). Según el Martyrologium Hieronymianum, fue una noble romana, convertida al cristianismo y martirizada por su fe en una fecha no determinada, entre los años 180 y 230.

## Variantes
El diminutivo más común es «Ceci», pero también es común la utilización del nombre de Celia como equivalente.

## Santoral

### Santas
- 11 de febrero: Santa Cecilia de África.
- 16 de abril: Santa Cecilia, mártir.
- 17 de agosto: Santa Cecilia, abadesa.
- 22 de noviembre: Santa Cecilia de Roma, mártir.
- 26 de diciembre: Santa Cecilia Yu So-Sa, mártir.

### Beatas
- 12 de agosto: Beata Cecilia, abadesa.
- 26 de diciembre: Beata Cecilia Butsi, mártir.

## En otras lenguas
- Cecilia (Italiano, Inglés)
- Cécile (Francés)
- Cécilie (Francés)
- Cecily (Inglés)
- Cäcilie (Alemán)
- Cecília (Catalán)
- Cecía, Icía (gallego)
- Cilla (gallego)
- Cecia (Asturleonés, gallego)
- Icía (Asturleonés, gallego)
- Sidsel (Noruego)
- Zezili (Euskera)
- Koikille (Euskera)
- Tsetsiliya (Цецилия) (Ruso)

- Datos: Q859234
- Multimedia: Cecilia (given name) / Q859234